# Episodi di Hinterland (prima stagione)
La prima stagione della serie televisiva Hinterland, composta da 8 episodi, è stata trasmessa sul canale gallese S4C dal 29 ottobre al 21 novembre 2013.
In Italia, la stagione è andata in onda in 4 episodi da 90 minuti dal 12 marzo al 2 aprile 2017 su Giallo.
| nº | Titolo originale               | Titolo italiano | Prima TV Galles  | Prima TV Italia |
| -- | ------------------------------ | --------------- | ---------------- | --------------- |
| 1  | Devil's Bridge - Part 1        | Episodio 1      | 29 ottobre 2013  | 12 marzo 2017   |
| 2  | Devil's Bridge - Part 2        | Episodio 1      | 31 ottobre 2013  | 12 marzo 2017   |
| 3  | Night Music - Part 1           | Episodio 2      | 5 novembre 2013  | 19 marzo 2017   |
| 4  | Night Music - Part 2           | Episodio 2      | 7 novembre 2013  | 19 marzo 2017   |
| 5  | Penwyllt - Part 1              | Episodio 3      | 12 novembre 2013 | 26 marzo 2017   |
| 6  | Penwyllt - Part 2              | Episodio 3      | 14 novembre 2013 | 26 marzo 2017   |
| 7  | The Girl in the Water - Part 1 | Episodio 4      | 19 novembre 2013 | 2 aprile 2017   |
| 8  | The Girl in the Water - Part 2 | Episodio 4      | 21 novembre 2013 | 2 aprile 2017   |